# Le Journal intime d'une nymphomane
Pour le film de Christian Molina, voir Journal intime d'une nymphomane.
Pour plus de détails, voir Fiche technique et Distribution.
Le Journal intime d'une nymphomane est un film érotique français réalisé par Jesús Franco et sorti en 1973.

## Synopsis
Ortiz est entraîné par une prostituée, Linda Vargas, qui, après une nuit de sexe, se suicide pendant le sommeil de son client. Accusé du meurtre, Ortiz est arrêté et emprisonné. L'enquête faite par Rosa Ortiz, son épouse, retrace la vie de Linda Vargas et l'histoire de sa déchéance. Au fil de cette enquête, les raisons de son suicide sont mises en évidence et maintiennent la thèse du désir d'accuser le suspect aux yeux de la justice.

## Fiche technique
- Titre : Le Journal intime d'une nymphomane ; Les Inassouvies 77 (titre secondaire)[réf. nécessaire]
- Réalisation : Jesús Franco (sous le pseudonyme de Clifford Brown)
- Scénario : Jesús Franco et Élisabeth Ledu de Nesle
- Image : Gérard Brisseau
- Musique : Jean-Bernard Raiteux et Vladimir Cosma (sous le pseudonyme de Richard Eldwyn)
- Production : Robert de Nesle
- Société de production : Comptoir français du film production
- Format : couleur - 35 mm - 1,66:1 - Son mono
- Date de sortie :
  - France : 21 juin 1973 (interdit aux moins de 18 ans)

## Distribution
- Mona Proust : Linda Vargas
- Jacqueline Laurent : Rosa Ortiz
- Jean-Pierre Bourbon : Ortiz
- Gaby Herman : Maria Toledano
- Anne Libert : la comtesse Anna de Monterey
- Howard Vernon : le docteur
- Gene Harris : Alberto
- Yelena Samarina : Angela, l'épouse d'Alberto
- Doris Thomas : Mme Schwartz, la photographe
- Jesús Franco : le commissaire Hernández